# Постоянная Хинчина
Постоя́нная Хи́нчина — вещественная константа {\displaystyle K_{0}\approx 2{,}685452}, равная среднему геометрическому элементов разложения в цепную дробь любого из почти всех вещественных чисел.
Постоянная Хинчина названа в честь Александра Яковлевича Хинчина, обнаружившего и доказавшего существование этой постоянной и формулу для неё в 1935 году. Обозначение {\displaystyle K_{0}} или {\displaystyle K} соответствует первой букве транслитерации фамилии «Хинчин» в европейских языках.

## Определение
Для почти любого вещественного числа {\displaystyle x} элементы {\displaystyle a_{i}} его разложения в цепную дробь имеют конечное среднее геометрическое, не зависящее от {\displaystyle x}. Эта величина и называется постоянной Хинчина.
Иными словами, если
{\displaystyle x=a_{0}+{\cfrac {1}{a_{1}+{\cfrac {1}{a_{2}+{\cfrac {1}{a_{3}+{\cfrac {1}{\ddots }}}}}}}}\;},
где {\displaystyle a_{0}} целое, а остальные {\displaystyle a_{i}} натуральные, то для почти всех {\displaystyle x} выполняется
{\displaystyle \lim _{n\rightarrow \infty }\left(a_{1}a_{2}...a_{n}\right)^{1/n}=K_{0}=2{,}6854520010\ldots } (последовательность A002210 в OEIS).
При этом постоянную Хинчина {\displaystyle K_{0}} можно выразить в виде бесконечного произведения
{\displaystyle K_{0}=\prod _{r=1}^{\infty }{\left(1+{1 \over r(r+2)}\right)}^{\log _{2}r}}.

## Значимость
Разложение в цепную дробь любого вещественного числа — это последовательность натуральных чисел, и любая последовательность натуральных чисел является разложением в цепную дробь какого-либо вещественного числа, лежащего между 0 и 1. Тем не менее, если каким-либо образом случайно выбирать элементы последовательности натуральных чисел, то среднее геометрическое элементов, вообще говоря, совершенно не обязательно будет одним и тем же для всех или почти всех получаемых последовательностей. Поэтому существование постоянной Хинчина — то обстоятельство, что среднее геометрическое элементов разложения в цепную дробь оказывается одним и тем же для почти всех вещественных чисел, — это фундаментальное утверждение о вещественных числах и их разложениях в цепную дробь, изящный и глубокий результат, один из самых поразительных фактов в математике.

## Схема доказательства
Здесь приводится доказательство существования постоянной Хинчина и формулы для неё, принадлежащее Чеславу Рыль-Нардзевскому, которое проще доказательства Хинчина, не использовавшего эргодическую теорию.
Поскольку первый элемент {\displaystyle a_{0}} разложения числа {\displaystyle x} в цепную дробь не играет никакой роли в доказываемом утверждении и поскольку мера Лебега рациональных чисел равна нулю, то можно ограничиться рассмотрением иррациональных чисел на отрезке {\displaystyle (0,1)}, то есть множеством {\displaystyle I=[0,1]\setminus \mathbb {Q} }. Эти числа имеют взаимно-однозначное соответствие с цепными дробями вида {\displaystyle [0;a_{1},a_{2},a_{3}\ldots ]}. Введём отображение Гаусса {\displaystyle T\colon I\to I}:
{\displaystyle T([0;a_{1},a_{2},\ldots ])=[0;a_{2},a_{3},\ldots ]}.
Для каждого борелева подмножества {\displaystyle E} множества {\displaystyle I} также определим меру Гаусса — Кузьмина:
{\displaystyle \mu (E)={\frac {1}{\ln 2}}\int _{E}{\frac {dx}{1+x}}}.
Тогда {\displaystyle \mu } — вероятностная мера на сигма-алгебре Борелевых подмножеств {\displaystyle I}. Мера {\displaystyle \mu } эквивалентна мере Лебега на {\displaystyle I}, но обладает дополнительным свойством: преобразование {\displaystyle T} сохраняет меру {\displaystyle \mu }. Более того, можно показать, что {\displaystyle T} — эргодическое преобразование измеримого пространства {\displaystyle I}, снабжённого мерой {\displaystyle \mu } (это самый трудный момент в доказательстве). Тогда эргодическая теорема говорит, что для любой {\displaystyle \mu }-интегрируемой функции {\displaystyle f} на {\displaystyle I} среднее значение {\displaystyle f\left(T^{k}x\right)} — одно и то же почти для всех {\displaystyle x}:
{\displaystyle \lim _{n\to \infty }{\frac {1}{n}}\sum _{k=0}^{n-1}(f\circ T^{k})(x)=\int _{I}f\,d\mu } для почти всех {\displaystyle x\in I} по мере {\displaystyle \mu }.
Выбирая функцию {\displaystyle f([0;a_{1},a_{2},\ldots ])=\ln a_{1}}, получаем:
{\displaystyle \lim _{n\to \infty }{\frac {1}{n}}\sum _{k=1}^{n}\ln(a_{k})=\int _{I}f\,d\mu =\sum _{r=1}^{\infty }\ln r{\frac {\ln {\bigl (}1+{\frac {1}{r(r+2)}}{\bigr )}}{\ln 2}}}
для почти всех {\displaystyle [0;a_{1},a_{2},\ldots ]} из {\displaystyle I}.
Беря экспоненту от обеих частей равенства, получаем слева среднее геометрическое первых {\displaystyle n} элементов цепной дроби при {\displaystyle n\to \infty }, а справа — постоянную Хинчина.

## Разложение в ряд
Постоянная Хинчина может быть представлена в виде ряда:
{\displaystyle \ln K_{0}={\frac {1}{\ln 2}}\sum _{n=1}^{\infty }{\frac {\zeta (2n)-1}{n}}\sum _{k=1}^{2n-1}{\frac {(-1)^{k+1}}{k}}},
или, разделяя члены ряда,
{\displaystyle \ln K_{0}={\frac {1}{\ln 2}}\left[-\sum _{k=2}^{N}\ln \left({\frac {k-1}{k}}\right)\ln \left({\frac {k+1}{k}}\right)+\sum _{n=1}^{\infty }{\frac {\zeta (2n,N+1)}{n}}\sum _{k=1}^{2n-1}{\frac {(-1)^{k+1}}{k}}\right]},
где {\displaystyle N} — некоторое фиксированное целое число, {\displaystyle \zeta (s,q)} — дзета-функция Гурвица. Оба ряда быстро сходятся, потому что {\displaystyle \zeta (n)-1} быстро приближается к нулю с ростом {\displaystyle n}. Можно также дать разложение через дилогарифм:
{\displaystyle \ln K_{0}=\ln 2+{\frac {1}{\ln 2}}\left[\mathrm {Li} _{2}\left({\frac {-1}{2}}\right)+{\frac {1}{2}}\sum _{k=2}^{\infty }(-1)^{k}\mathrm {Li} _{2}\left({\frac {4}{k^{2}}}\right)\right]}.

## Среднее геометрическое элементов разложения в цепную дробь различных чисел

Средние геометрические от первых элементов разложения в цепную дробь различных чисел в зависимости от. Зелёный график соответствует числу — похоже, что он сходится к постоянной Хинчина, но это не доказано. Жёлтый график соответствует описанному в тексте числу, специально построенному так, чтобы график сходился к постоянной Хинчина. Красный и синий графики соответствуют числу e и числу, соответственно; они не сходятся к постоянной Хинчина.

Хотя среднее геометрическое элементов разложения в цепную дробь равно {\displaystyle K_{0}} для почти всех чисел, но это не доказано практически ни для одного конкретного числа {\displaystyle x}, кроме тех, которые специально сконструированы так, чтобы удовлетворять этому утверждению. Такое число можно построить, задавая сразу элементы его разложения в цепную дробь, например, так: любое конечное число элементов в начале не окажут никакого влияния на предельное значение среднего геометрического, поэтому их можно взять любыми (например, можно взять первые 60 элементов равными 4); каждый последующий элемент берётся равным 2 или 3 в зависимости от того, больше или меньше постоянной Хинчина среднее геометрическое всех предшествующих элементов. Для данного конкретного примера, однако, не выполняется статистика Гаусса — Кузьмина.
К числам {\displaystyle x}, про которые известно, что среднее геометрическое элементов их разложения в цепную дробь не равняется постоянной Хинчина, относятся рациональные числа, квадратичные иррациональности (корни всевозможных квадратных уравнений с целыми коэффициентами)
и основание натурального логарифма {\displaystyle e}. Хотя рациональных чисел и квадратичных иррациональностей бесконечно много, но они образуют множество меры ноль, и потому их не нужно включать в «почти все» числа из определения постоянной Хинчина.
Среднее геометрическое элементов разложения в цепную дробь некоторых чисел, похоже (исходя из непосредственных вычислений средних для больших {\displaystyle n}), сходится к постоянной Хинчина, хотя ни в одном из этих случаев равенство в пределе не доказано. В частности, к этим числам относятся число π, постоянная Эйлера — Маскерони, число {\displaystyle \sin 1}, {\displaystyle {\sqrt[{3}]{2}}}, сама постоянная Хинчина. Последнее обстоятельство позволяет предположить, что постоянная Хинчина иррациональна, но точно неизвестно, является ли постоянная Хинчина рациональным, алгебраическим или трансцендентным числом.

## Средние степенные
Можно рассматривать постоянную Хинчина как частный случай среднего степенного элементов разложения чисел в цепную дробь. Для любой последовательности {\displaystyle \{a_{n}\}} среднее степени {\displaystyle p} равняется
{\displaystyle K_{p}=\lim _{n\to \infty }\left[{\frac {1}{n}}\sum _{k=1}^{n}a_{k}^{p}\right]^{1/p}}.
Если {\displaystyle \{a_{n}\}} — элементы разложения числа {\displaystyle x} в цепную дробь, то {\displaystyle K_{p}} для любого {\displaystyle p<1} и почти всех {\displaystyle x} даются формулой
{\displaystyle K_{p}=\left[\sum _{k=1}^{\infty }-k^{p}\log _{2}\left(1-{\frac {1}{(k+1)^{2}}}\right)\right]^{1/p}}.
Она получается вычислением соответствующего степенного среднего по статистике Гаусса — Кузьмина и соответствует выбору функции {\displaystyle f([0;a_{1},a_{2},\ldots ])=a_{1}^{p}} в вышеизложенном доказательстве. Можно показать, что значение {\displaystyle K_{0}} получается в пределе {\displaystyle p\to 0}.
В частности, можно получить среднее гармоническое элементов разложения в цепную дробь. Это число равно
{\displaystyle K_{-1}=1{,}74540566240\ldots } (последовательность A087491 в OEIS).